# Пестролистные растения

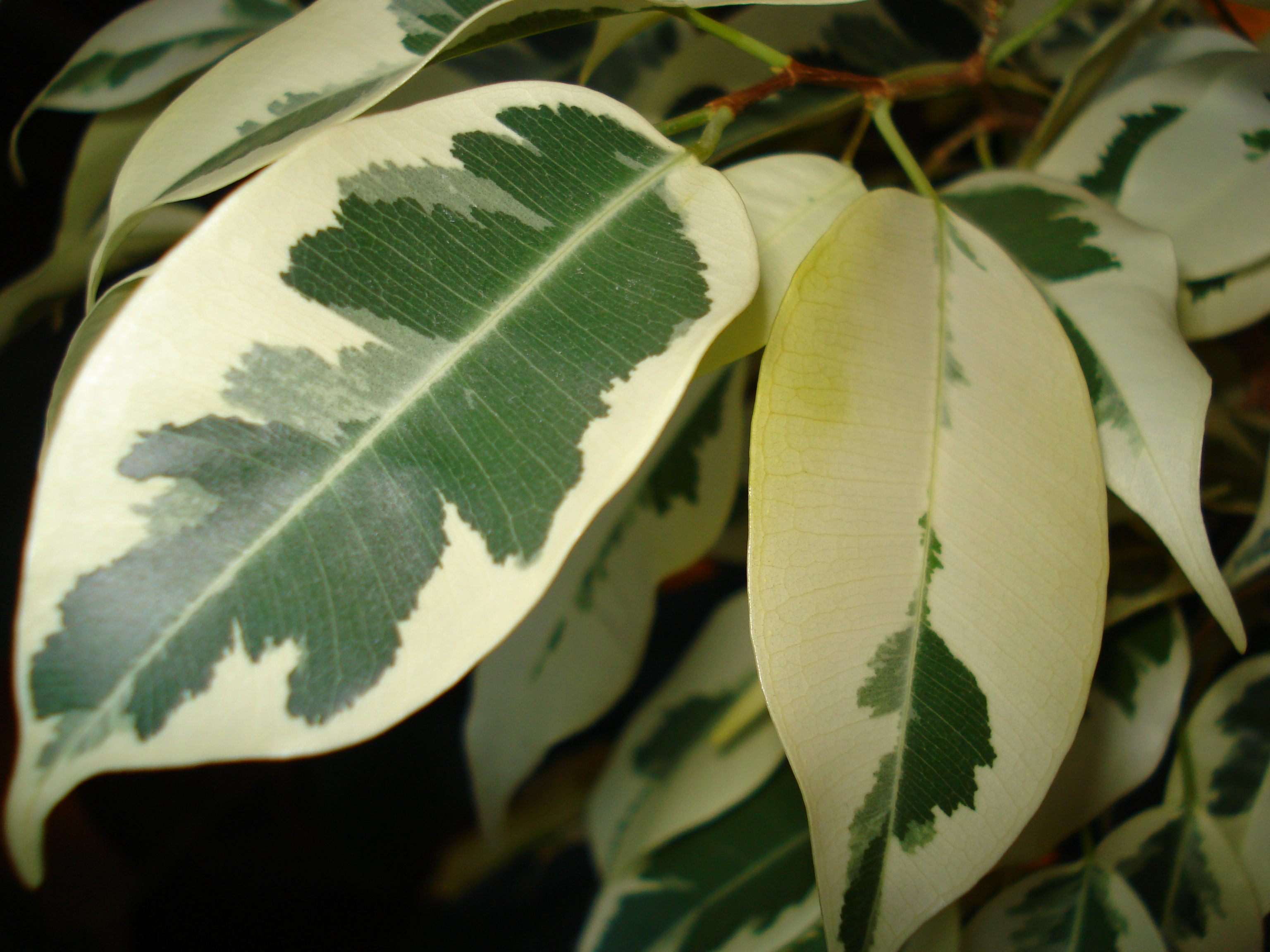
Пестролистнный сорт фикуса бенджамина

Пестроли́стные расте́ния (иногда употребляется понятие вариегатные растения, от англ. variegated «разноцветный», «пёстрый», «пятнистый») — растения, вегетативные органы которых состоят как из клеток с нормальным генетическим составом, так и мутантных клеток, которые отличаются неспособностью синтезировать хлорофилл. Внешне эти нарушения проявляются в форме возникновения на стеблях и листьях участков другой окраски (обычно светлой).
Поскольку в тканях пестролистных растений присутствуют клетки более чем одного генотипа, эти растения относятся к биологическим химерам.

## Культивары

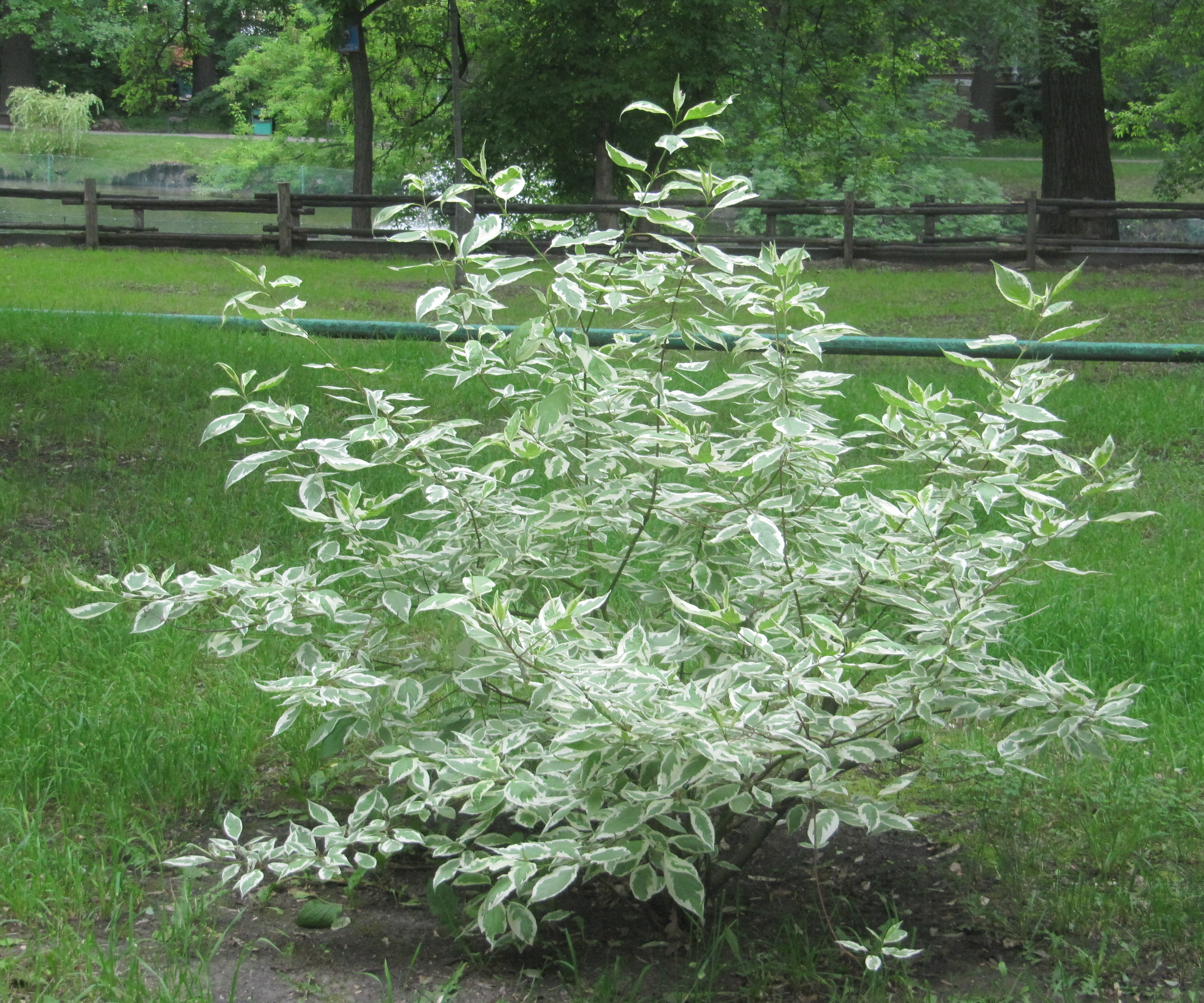
Дёрен белый, Горпарк, Саратов

У многих видов декоративных растений есть пестролистные формы и культивары. Некоторые из них:
- Барвинок малый (Vinca minor) 'Variegata'
- Свидина белая (Cornus alba) 'Argenteo Marginata'
- Живучка ползучая (Ajuga reptans) 'Burgundy Glow'
- Клён остролистный (Acer platanoides) 'Drummondii'
- Строманта кровавая (Stromanthe sanguinea) 'Tristar'